# Ельми (заповідне урочище)
Ельми — заповідне урочище місцевого значення. Об'єкт розташований на території Надвірнянського району Івано-Франківської області, Довбушанське лісництво, квартал 27, виділи 17, 25, 27, 28.
Площа — 8,5 га, статус отриманий у 1988 році.

## Неоднозначність
У вікіпедії є стаття-ймовірний дублікат Ельми, що стосується території, що ввійшла в інший об'єкт ПЗФ.